# Wazir Akbar Khan
Wazir Akbar Khan, (pashtu/dari: وزير اکبر خان), nato Mohammed Akbar Khan (pashtu/dari: محمد اکبر خان) e noto anche come Amīr Akbar Khan (pashtu/dari: امير اکبر خان) (1816 – Jalalabad, settembre 1847), è stato un principe afghano, emiro per un anno e infine visir ed erede designato di Dost Mohammed Khan.
Acquistò fama nel 1837 con la battaglia di Jamrud. Fu uno dei protagonisti della prima guerra anglo-afghana, durante la quale guidò i nazionalisti a Kabul e svolse un ruolo fondamentale durante la ritirata da Kabul dell'esercito di Elphinstone. Divenne emiro dell'Afghanistan nel maggio del 1842 e governò fino al ritorno di Dost Mohammed Khan, nel 1843. Morì di colera nel 1847.

## Ascendenza
Wazir Akbar Khan nacque nel 1816 come Mohammed Akbar Khan. Era figlio dall'emiro Dost Mohammed Khan Durrani e di Mermən Khadija Popalzai. Dost Mohammed Khan ebbe 16 mogli, 27 figli e 25 figlie.

## Biografia

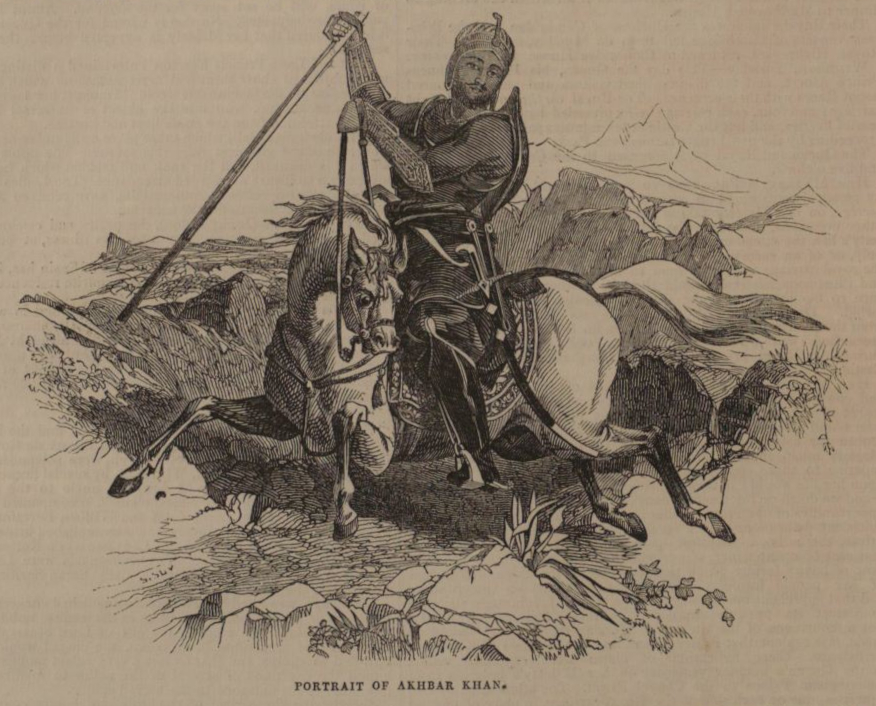
Ritratto di Akhbar Khan sull'Illustrated London News, 1842

Nel 1837, nel tentativo di riconquistare la seconda capitale dell'Afghanistan, Peshawar, le forze di Dost Mohammed Khan comandate da Wazir Akbar Khan combatterono contro l'Impero Sikh la battaglia di Jamrud. Dost Mohammed Khan non diede seguito tentativo di riconquista di Peshawar, ma contattò Lord Auckland, il nuovo governatore generale dell'India, chiedendogli aiuto nella lotta contro l'Impero Sikh. La richiesta di Dost Mohammed Khan pose formalmente le basi per l'intervento britannico in Afghanistan, intervento che avrebbe portato al cosiddetto "Grande gioco", il conflitto tra Regno Unito e Impero russo per il controllo dell'Asia Centrale.
Nel 1841, a Kabul, Wazir Akbar Khan guidò una rivolta contro la missione del Raj della Compagnia di William McNaughten e di Alexander Burnes e la loro guarnigione di 4500 uomini. Nel novembre 1841 assediò il maggior generale William Elphinstone a Kabul.
Nel gennaio del 1842 Elphinstone accettò un salvacondotto fino a Peshawar per i militari britannici e per circa 12000 civili al seguito. La colonna britannica fu massacrata durante quella che viene ricordata come la "ritirata da Kabul". Le memorie di alcuni dei britannici che fecero parte della colonna testimoniano il doppio gioco di Wazir Akbar Khan, affermando che, durante la ritirata, lo si poteva sentire comandare alternativamente ai suoi uomini, in dari di risparmare i britannici e in pashtu di ucciderli.
Nel maggio 1842, Wazir Akbar Khan catturò la fortezza di Bala Hissar a Kabul e divenne il nuovo emiro dell'Afghanistan. Nel 1843, quando Dost Mohammed Khan tornò a Kabul e divenne emiro, Wazir Akbar Khan si trovava in una posizione così potente da diventare il visir ed erede designato di Dost Mohammed Khan. Nel settembre 1847, a Kabul scoppiò un'epidemia di colera. Wazir Akbar Khan contrasse la malattia e morì poco dopo.

## Nella cultura popolare
La figura storica di Wazir Akbar Khan svolge un ruolo importante nel romanzo di George MacDonald Fraser Flashman.